# Heavy
Heavy – debiutancki album studyjny amerykańskiej, psychodelicznej grupy rockowej Iron Butterfly wydany 1968 roku. Większość piosenek na tym albumie to proste kompozycje, oparte na dwóch, lub trzech riffach. Teksty również są proste, z wyjątkiem utworów "Unconscious Power" i "Gentle as it May Seem".
Pierwsze 2 utwory na tym albumie "Possession" i "Unconscious Power", zostały wydane na singlu.
Trzech członków grupy (Jerry Penrod, Darryl DeLoach i Danny Weis) opuściło zespół krótko po wydaniu albumu. Pomimo iż album nie zapewnił grupie przeboju, który mógłby otworzyć zespół na większe grono słuchaczy, stał się komercyjnym sukcesem, zajmując 78. miejsce na liście Billboardu, oraz otrzymując status złotej płyty w USA.

## Okładka albumu
Na okładce albumu widać muzyków zespołu, grających na swoich instrumentach obok wielkiego posągu ludzkiego ucha. Została ona zaprojektowana przez Armando Busicha (rysunek) oraz Joe Ravetza (zdjęcie).

## Spis utworów

### Strona A
1. "Possession" (muz. i sł. Doug Ingle) - 2:45
  - Śpiew: Ingle
2. "Unconscious Power" (muz. Ingle, Danny Weis - sł. Ron Bushy) - 2:32
  - Śpiew: Ingle
3. "Get Out of My Life, Woman" (muz. i sł. Allen Toussaint) - 3:58
  - Śpiew: Ingle
4. "Gentle As It May Seem" (muz. Weis - sł. Darryl DeLoach) - 2:25
  - Śpiew: DeLoach
5. "You Can't Win" (muz. Weis - sł. DeLoach) - 2:41
  - Śpiew: Ingle

### Strona B
1. "So-Lo" (muz. Ingle - sł. DeLoach) - 4:05
  - Śpiew: DeLoach
2. "Look for the Sun" (muz. Ingle, Weis - sł. DeLoach) - 2:14
  - Śpiew: Jerry Penrod, DeLoach, Ingle
3. "Fields of Sun" (muz. Ingle - sł. DeLoach) - 3:12
  - Śpiew: Ingle
4. "Stamped Ideas" (muz. Ingle - sł. DeLoach) - 2:08
  - Śpiew: DeLoach
5. "Iron Butterfly Theme" (instr.) (muz. Ingle) - 4:34

## Single
Single amerykańskie
- "Unconscious Power"/"Possession"
- "Iron Butterfly Theme", "Possession"/"Get Out of My Life, Woman", "Unconscious Power" (EP-ka radiowa)

Single międzynarodowe
- "Iron Butterfly Theme"/"So-Lo"

## Wykonawcy
- Doug Ingle - organy, śpiew
- Ron Bushy - perkusja, instrumenty perkusyjne
- Jerry Penrod - gitara basowa, śpiew
- Darryl DeLoach - tamburyno, śpiew
- Danny Weis - gitara